# Jerzy bytomski
Jerzy bytomski (urodzony przed 1300 rokiem - zmarł po 1327 roku), współrządca brata Władysława w księstwie bytomskim.
Jerzy był czwartym pod względem starszeństwa synem księcia bytomskiego Kazimierza i nieznanego pochodzenia Heleny. Jerzy należy do tych Piastów śląskich o których zachowało się niewiele informacji. Po śmierci ojca w 1312 roku zapewne pozostał przy boku swojego starszego brata Władysława, formalnie jako jego korregent. O fakcie tym może świadczyć wspólne składanie hołdu lennego 19 lutego 1327 roku w Opawie, razem z Władysławem i drugim bratem Siemowitem królowi czeskiemu Janowi Luksemburskiemu z księstwa bytomskiego. Jest to zresztą ostatnia wiadomość o Jerzym jako żyjącym i prawdopodobnie musiał umrzeć niedługo po tej dacie. Jerzy nigdy się nie ożenił i nie pozostawił potomstwa, również miejsce jego pochówku nie jest znane. 